# 下反对关系
下反对关系也称“小反对关系”。“逻辑方阵”中特称肯定判断和特称否定判断间的真假关系。即两者不能同假，但可同真。

## 运用
由一个判断的假，可以推出另一个判断的真。由“有些金属不能导电”的假，可以推出“有些金属能导电”的真，因为两者不能同假。但由一个判断的真，并不能推出另一个判断的假。如：由“有些金属是固体”的真，并不能推出“有些金属不是固体”的假，因为两者可以同真。下反对关系可用于命题分类，可通过否命题真假判断再进行原命题的判断，从而只需逻辑判断来判定命题的正确性。